# (11015) Romanenko
(11015) Romanenko est un astéroïde de la ceinture principale.

## Description
(11015) Romanenko est un astéroïde de la ceinture principale. Il fut découvert le 17 septembre 1982 à Naoutchnyï par Nikolaï Tchernykh. Il présente une orbite caractérisée par un demi-grand axe de 2,66 UA, une excentricité de 0,28 et une inclinaison de 6,8° par rapport à l'écliptique.

## Compléments